# Улица Зураба Магкаева (Владикавказ)
Улица Зураба Магкаева — улица в городе Владикавказ, Северная Осетия, Россия. Находится в Иристонском муниципальном округе между улицами Шмулевича и Улица Братьев Щукиных. Начинается от улицы Шмулевича.
Улицу Зураба Магкаева пересекает улица Куйбышева. На улице Зураба Магкаева заканчиваются улицы Максима Горького и Бакинская.
Улица названа в честь осетинского политика и дипломата, первого осетинского посла в Петербурге Зураба Магкаева.
Улица образовалась в середине XX века. Впервые упоминается в Списке улиц Владикавказа от 1960 года под наименованием Балкинский проезд.  Решением местного самоуправления города Владикавказа Балкинский проезд переименован в улицу Зураба Магкаева в «ознаменование 220-летия добровольного присоединения Осетии к России и 210-летия города Владикавказа».

## Источник
- Владикавказ. Карта города, 2011.
- Кадыков А. Н. Улицы, переулки, площади и проспекты г. Владикавказа: справочник. — Владикавказ: Респект, 2010. — С. 150—151. — С. 512 — ISBN 978-5-905066-01-6
- Торчинов В. А., Владикавказ., Краткий историко-краеведческий справочник, Владикавказ, Северо-Осетинский научный центр, 1999, стр. 94, ISBN 5-93000-005-0